# Agrippa d'Aubigné

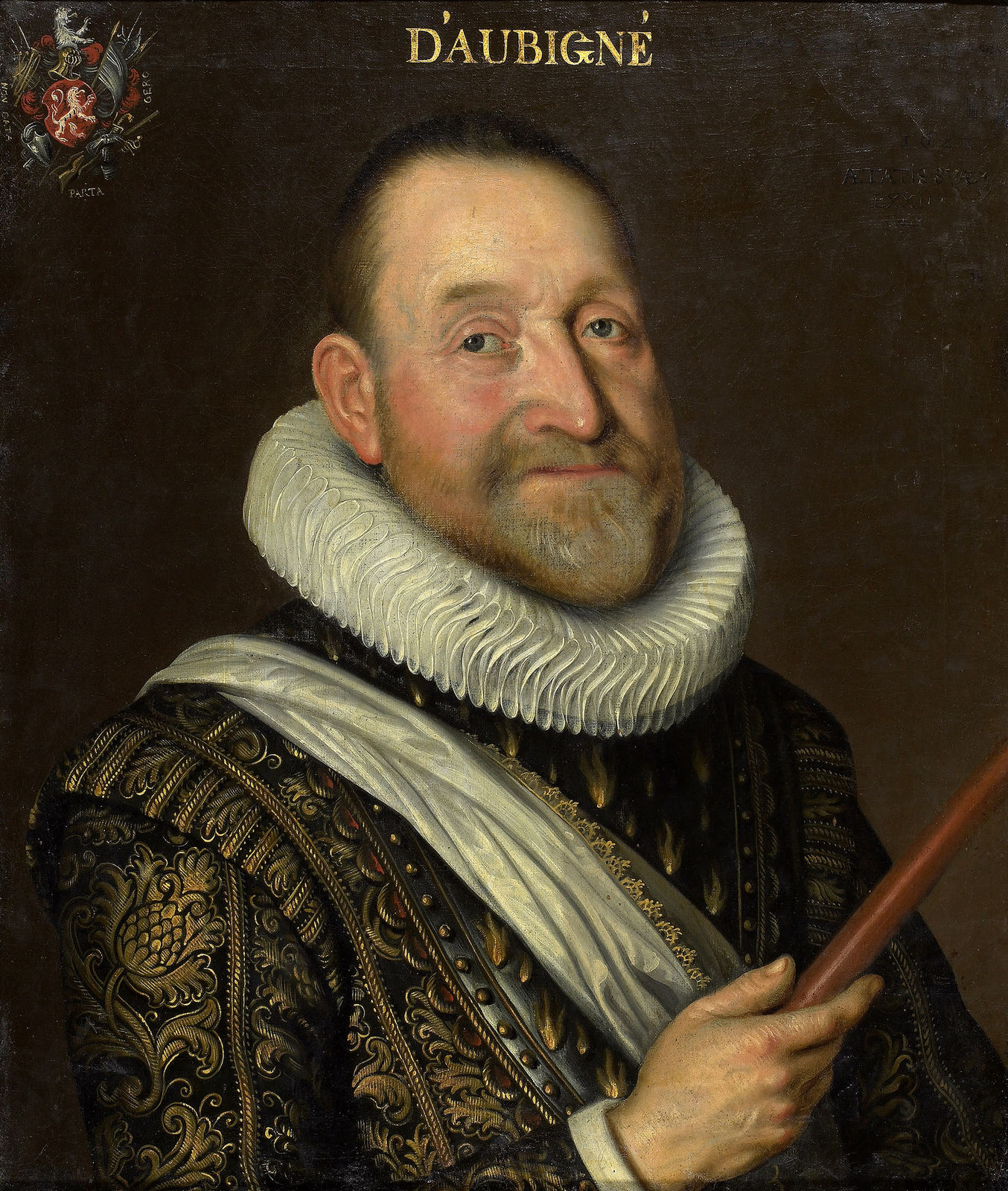
Agrippa d'Aubigné

Théodore Agrippa d'Aubigné (Kasteel Saint-Maury bij Pons, 8 februari 1552 - Genève, 9 mei 1630) was een Frans protestants militair en schrijver. Zijn bekendste werk is Les Tragiques, een lang gedicht over de vervolging van de hugenoten tijdens de Hugenotenoorlogen.

## Levensloop
Agrippa d'Aubigné werd geboren in het Kasteel Saint-Maury in Le Raguideaux nabij Pons (Charente-Maritime) in een protestantse, adellijke familie. Hij genoot een goede humanistische opleiding en leerde Latijn, Grieks en Hebreeuws. Op vijftien- of zestienjarige leeftijd trad hij in militaire dienst in het leger van de protestantse voorman Lodewijk I van Bourbon-Condé. Hij vocht in verschillende veldslagen van de Hugenotenoorlogen en werd een vertrouweling van Hendrik van Navarra. Door een toeval ontsnapte hij aan de moordpartijen op protestanten tijdens de Bartholomeusnacht. Hij raakte in onmin met Hendrik na diens overgang naar het katholicisme en hij bleef een tegenstander van een verzoening tussen protestanten en katholieken. Hij trok zich terug op zijn landgoed, maar moest op latere leeftijd verhuizen naar Genève, waar hij overleed.

## Werk

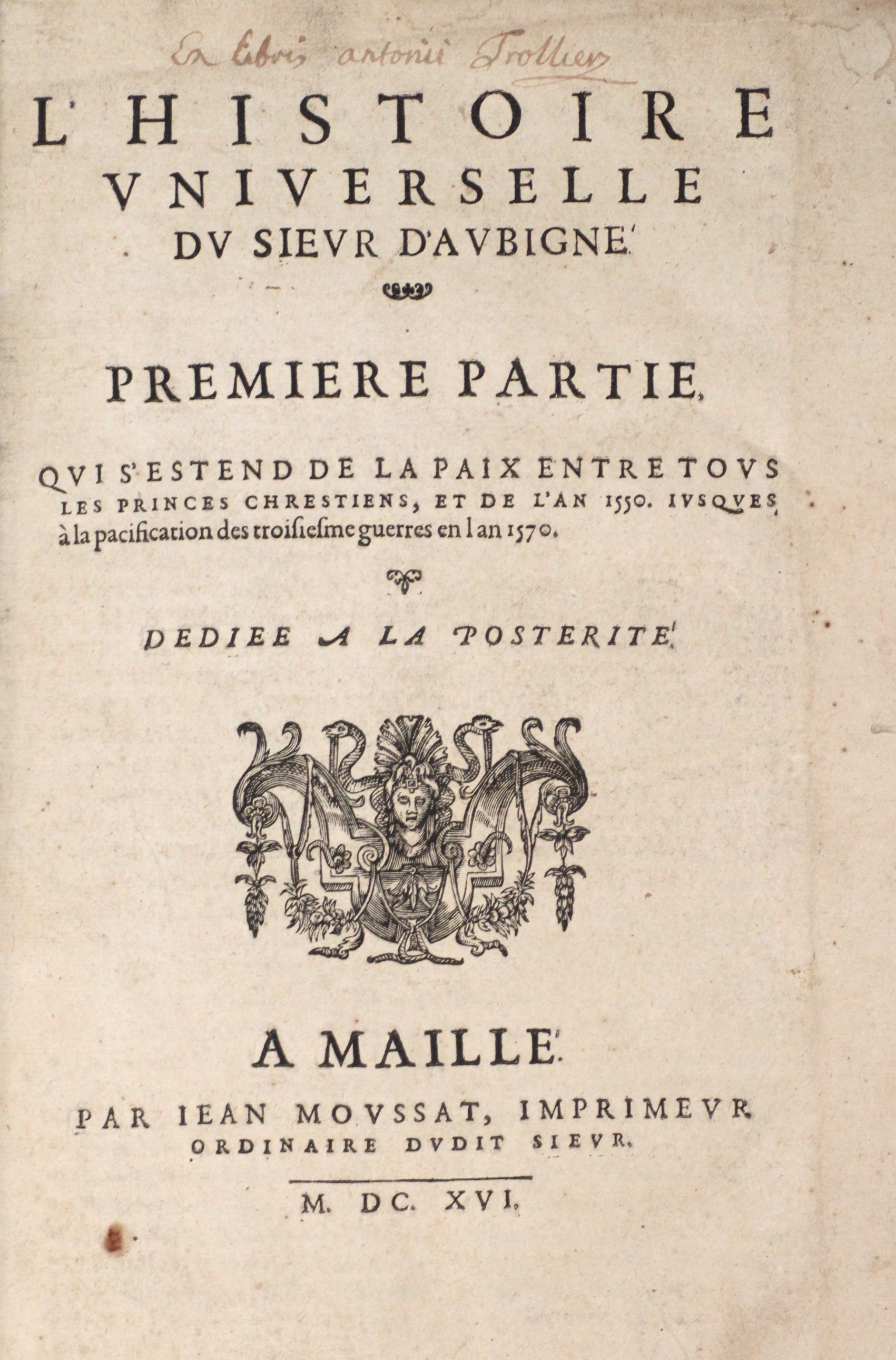
Histoire universelle

Agrippa d'Aubigné schreef verschillende pamfletten tijdens de Hugenotenoorlogen. In zijn Histoire universelle (1616) probeerde Agrippa d'Aubigné een objectieve beschrijving te geven van de Hugenotenoorlogen. Toch werd dit werk in 1620 verboden. 
Zijn belangrijkste werk is Les Tragiques een episch gedicht van meer dan 9000 verzen. Hij werkte hieraan van 1577 tot 1623. In dat jaar verscheen de definitieve, aangepaste versie in Genève. Het is een bijbels geïnspireerde, maar vaak rauwe getuigenis van de Hugenotenoorlogen en de vervolgingen die zijn geloofsgenoten hebben moeten ondergaan. Het werk raakte ietwat in de vergetelheid en werd pas in de 19e eeuw herontdekt.

## Familie
Agrippa d'Aubigné was de grootvader van Françoise d'Aubigné, die bekend werd als Madame de Maintenon, de maîtresse van koning Lodewijk XIV.
- Bibsys: 90325395
- Biblioteca Nacional de España: XX820681
- Bibliothèque nationale de France: cb118894118 (data)
- Catàleg d'autoritats de noms i títols de Catalunya: 981058509443406706
- CiNii: DA02440944
- Gemeinsame Normdatei: 118650947
- Historisch woordenboek van Zwitserland: 015866
- International Standard Name Identifier: 0000 0001 2133 9677
- KulturNav: ac3d0889-36f0-45b4-ba5d-9f160f546f93
- Library of Congress Control Number: n80057183
- Nationale Bibliotheek van Letland: 000191617
- MusicBrainz: 6f750fe4-31d5-4c4e-b400-0a22df99b2ee
- Bibliotheek van het Japanse parlement: 00462541
- Nationale Bibliotheek van Tsjechië: ola2002150117
- Nationale bibliotheek van Australië: 36554013
- Nationale Bibliotheek van Israël: 987007257897105171
- Nationale Bibliotheek van Polen: a0000001188175
- Nationale en Universitaire bibliotheek Zagreb: 000274271
- Nederlandse Thesaurus van Auteursnamen: 06876667X
- Réseau des bibliothèques de Suisse occidentale: 02-A000013955
- Russische Staatsbibliotheek: 000080266
- Istituto Centrale per il Catalogo Unico: CFIV084015
- LIBRIS: 207286
- Système universitaire de documentation: 026694816
- Trove: 1289134
- Virtual International Authority File: 56605227
- WorldCat: E39PBJhmFcRVCdQpXBdXT7KKh3